# Те Кепа Те Рангихиуинуи
Те Кепа Те Рангихивинуи (1820-е годы — 15 апреля 1898 года) — военачальник маори, известный союзник правительственных войск во время Новозеландских войн. Сначала он был известен как Те Рангихивинуи, позже он был известен как Те Кепа, Мейха Кепа, майор Кепа или майор Кемп.

## Биография

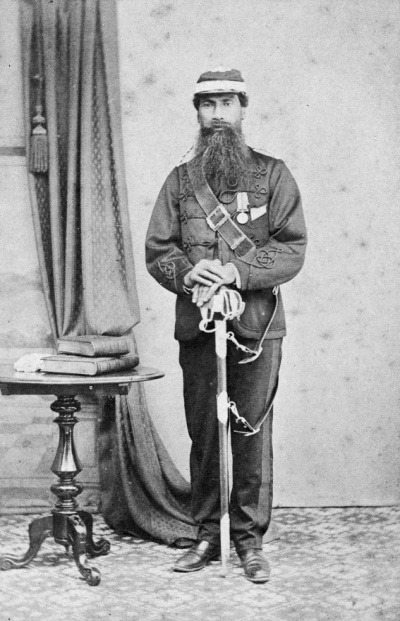
Те Кепа Те Рангихивинуи

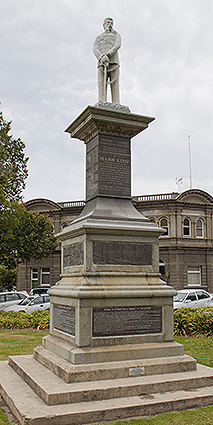
Памятник Кемпу в садах Мутоа в Уонгануи, воздвигнутый народом Новой Зеландии в честь «высокородного вождя маори, храброго солдата и верного союзника правительства Новой Зеландии».

Отцом Те Рангихивинуи был Махуэра Паки Тангуру-о-те-ранги, вождь племени Муапоко. Его матерью была Рере-о-маки (+ 1868), сестра Те Анауа, лидера Нгати Руака, подтрибы Те Ати Хаунуи-а-Папаранги. Те Рангихивинуи, вероятно, родился в начале 1820-х годов недалеко от Опики в Горовенуа. Его ранние годы прошли под угрозой межплеменной войны, возникшей в результате вторжения на их племенные земли племени Нгати Тоа во главе с Те Раупараха. Отец Кепы был одним из первых сторонников поселения новозеландской компании, основанного в Уонгануи, и служил констеблем в Вооруженных силах полиции.
Во время Первой войны в Таранаки Те Кепа ясно дал понять, что продолжает оставаться лояльным правительству. В 1864 году племена маори в верховьях реки Уонгануи приняли религию Пай марире и угрожали захватить город Уонгануи. Те Кипа возглавил племена нижней реки, чтобы защитить город. Результатом стала битва за остров Мутоа и существенное поражение сил Пай Марире 14 мая 1864 года.
Это было началом шести лет войны для Те Кепы, который всегда сражался на стороне правительства Пакеха, обычно работая в тесном сотрудничестве с капитаном Томасом Макдоннеллом. В феврале 1865 года Те Кепа и его отряд воинов маори вангануи приняли участие в нападении на Оутахи Па, главную крепость Пай Марире. После убийства миссионера Фёлькнера их отправили на другой конец страны, в Опотики. Однако вскоре они вернулись в Таранаки и участвовали в захвате Верроа Па, а затем освобождении Пипирики.
Те Кепа постепенно создал личный контингент из ста-двухсот воинов, людей, которым платило английское колониальное правительство, но которые были преданы ему и его мане как боевому вождю. В 1868 году он и его люди участвовали в подавлении мятежа Титоковару. Те Кепа командовал арьергардом во время отступления от Те Нгуту о Те Ману после поражения правительственных войск и снова при аналогичных обстоятельствах после битвы при Мотуроа. Те Кипа командовал силами, преследовавшими Титоковару после того, как он оставил своего отца в Тауранга Ика. Это был первый случай, когда британские солдаты, офицеры и солдаты, служили под командованием командира маори. К этому времени Те Кепа был повышен до звания майора.
Как только Титоковару перестал представлять угрозу, Те Кепа и его люди были перевезены на Восточное побережье, чтобы присоединиться к преследованию Те Кути. Его репутация была такова, что нападение на Те Порере близ Тонгариро было отложено до прибытия Те Кипы и его людей; они шли вверх по реке Вангануи перед лицом снежных бурь и извержений вулканов.
Окончательное преследование Те Кути через Уреверас было в основном передано Те Кепе и другому военачальнику маори, Ропате Вахаваха. Он и его люди вернулись в Вангануи в 1871 году. В последующие годы он был награждён Королевским почетным мечом в 1870 году, Новозеландским крестом в 1874 году и Новозеландской медалью в 1876 году.
В 1871 году Те Кепа был назначен чиновником по покупке земли в Уонгануи. Он увидел в этом возможность исправить некоторые ошибки, причиненные его народу во время его детства, шанс вернуть часть земель, которые они потеряли из-за завоевания нгати Раукава. Это едва не привело племена к войне, Те Кепа пригрозил призвать своих личных воинов, если правительство не поддержит его решения. Было несколько ожесточенных столкновений, прежде чем вопрос решился в его пользу.
В 1880 году Те Кепа основал траст маори, чтобы защитить земли маори от европейских покупателей. Большая территория внутреннего Вангануи была объявлена закрытой для всех европейцев. Это спровоцировало правительство, но большое число воинов, лично последовавших за Те Кепой, означало, что они были очень осторожны в общении с ним. Кроме того, он пользовался поддержкой некоторых членов правительства, в том числе министра по делам коренных народов Джона Балланса.
В оставшиеся годы жизни Те Кепа стремился объединить две расы в единый народ, основанный на равенстве и уважении.
Впервые он выдвинул свою кандидатуру от электората западных маори на выборах 1871 года, когда выборы в избирательных округах маори проводились во второй раз. Из трех кандидатов он занял второе место, на выборах победил Вирему Парата, а действующий президент Мете Кинги Паэтахи занял последнее место. Он был одним из трех кандидатов от электората западных маори на выборах 1876 года, когда он занял второе место. Он потерпел поражение от Хоани Нахи и опередил действующего президента Вирему Парату. Он безуспешно боролся с избирателями западного маори на выборах 1884 года. Из восьми кандидатов он занял второе место с 20,1 % голосов.
Те Кепа Те Рангихивинуи умер в Путики, недалеко от Уонгануи, 15 апреля 1898 года.